# José Vicente González Bethencourt
José Vicente González Bethencourt es un político español del PSOE. Ha sido cirujano del Hospital de la Candelaria  y profesor de la Universidad de La Laguna. 

## Reseña biográfica
José Vicente González Bethencourt nació el 9 de enero de 1948 en Puente Mayorga (Cádiz), si bien toda su ascendencia es de origen  palmero, pues sus padres, nacidos ambos en la isla de La Palma, se trasladaron a Cádiz por motivos profesionales. Su infancia y juventud, marcada por la itinerancia que conllevaba el vivir en una Casa Cuartel de la Guardia Civil debido a la ocupación de su padre, guardia civil, transcurrió entre Puente Mayorga, municipio de San Roque (Cádiz), Cortes de la Frontera (Málaga), Gran Tarajal (Fuerteventura), Tijarafe (La Palma), Granadilla (Tenerife), Los Llanos de Aridane, (La Palma) y Santa Cruz de Tenerife. En 1966 se trasladó a Cádíz para comenzar sus estudios en la Facultad de Medicina. Será en aquellos años en el  "Colegio Mayor Beato Diego" cuando se despierte su vocación política de la mano de Leopoldo Martín Herrera, otro estudiante de Medicina nacido en la isla de La Palma. En 1982, impulsado por el médico Alberto de Armas, se afilió al PSOE y a FSP-UGT. Su vida ha estado dividida entre su profesión médica y su compromiso político. También ha encontrado tiempo para la investigación de la Memoria histórica, centrada en la recuperación de la figura del fundador del PSOE y la UGT en Canarias, el médico Manuel Bethencourt del Río.

## Trayectoria académica
En 1972 se licencia en Medicina y Cirugía por la  Facultad de Medicina de Cádiz de la Universidad de Sevilla, obtiene el Premio Extraordinario de la Licenciatura, y ese mismo año consigue la plaza de médico residente en el Hospital General y Clínico de Tenerife para especializarse en Cirugía General. Ejerce por poco tiempo la Medicina General en Valle Gran Rey (La Gomera) y como médico titular de la Casa de Socorro de La Laguna (Tenerife).  En 1975 obtiene los títulos de Médico especialista en Cirugía General y de Médico especialista en Cirugía del Aparato Digestivo; posteriormente se doctoró en Medicina y Cirugía en 1979 con sobresaliente cum laude. Además es Diplomado en Medicina de Empresa (1982), Diplomado en Sanidad (1984), Diplomado en Dirección Hospitalaria (1987) y máster MBA en Dirección y Administración de Empresas (1992), y desde 2010 Académico correspondiente de la Real Academia de Medicina de Canarias. 
Fue Jefe de Sección del Servicio de Cirugía General y Digestiva del Hospital Universitario de la Candelaria y profesor de Cirugía en la Universidad de La Laguna hasta su jubilación en 2013.

## Cargos políticos desempeñados
- (Desde 2018) Miembro del Comité Federal del PSOE
- (Desde 2018) Coordinador Federal de Sanidad del PSOE[4]
- (Desde 2017) Secretario de Sanidad, Salud y Consumo de la Comisión Ejecutiva Regional del PSOE en Canarias
- (2011-2015) Senador por la isla de Tenerife en la X Legislatura
- (2004-2008) Senador por la isla de Tenerife en la VIII Legislatura[5]
- (2003-2007) Consejero del Cabildo de Tenerife
- (1999-2003) Consejero del Cabildo de Tenerife
- (1995-1999) Concejal y portavoz del Grupo Socialista en el Ayuntamiento de Santa Cruz de Tenerife
- (1987) Presidente provincial y autonómico y miembro del Comité Nacional de la Cruz Roja
- (1983) Director Provincial del Instituto Nacional de la Salud (INSALUD) de Santa Cruz de Tenerife

## Distinciones
- 1981. Premio Nacional de Investigación de las Enfermedades del Aparato Digestivo[6]
- 2010. Académico correspondiente de la Real Academia de Medicina de Canarias
- 2015. Colegiado honorífico del Colegio de Médicos de Santa Cruz de Tenerife
- 2016. Cruz de Plata de la Orden del Mérito de la Guardia  Civil[7]
- 2019. Premio "Leoncio Morales Rodríguez" (IV edición).[8]

## Publicaciones
- La Gran Logia de Canarias. Cien años de Masonería en las islas. Coautor con el artículo Emiliano Díaz Castro, masón, abogado y diputado, la única víctima del 23-F (2023). Santa Cruz de Tenerife: Escuadra y compás. Idea.
- Historias de Fasnia y de Emiliano Díaz Castro (2023). Santa Cruz de Tenerife: Ayuntamiento de Fasnia.
- Historias de El Médano y "El loco de la playa" de Leocadio Machado. (Primera edición: 2020. Segunda edición: 2021). Santa Cruz de Tenerife: Edición del autor.
- Curándonos en salud: claves de la sanidad en Canarias. (2009) Tenerife: Planet.
- El médico de los pobres: Manuel Bethencourt del Río. (2008). Santa Cruz de Tenerife: Idea.
- Diario y cartas de la cárcel: Manuel Bethencourt del Río. (2008). Santa Cruz de Tenerife: Idea.
- Rindiendo Cuentas. (2007). Tenerife: Planet.

### Publicaciones médicas
- Materiales de sutura en cirugía. (1980). Barcelona: General Grafic.
- Fluidoterapia. Accesos venosos y arteriales. (1998). En: F. González Hermoso y M. A. Gómez Culebras [coords.] Práctica quirúrgica preclínica. La Laguna: Universidad, Servicio de Publicaciones.
- Fluidoterapia. Accesos venosos y arteriales. (2002). En: F. González Hermoso y M. A. Gómez Culebras [coords.] Técnicas quirúrgicas preclínicas. La Laguna: Universidad, Servicio de Publicaciones.
- Caso clínico de hernia inguinal estrangulada. (2002). En: Práctica clínica quirúrgica. Santa Cruz de Tenerife.
- Caso clínico de coledocolitiasis. (2002). En: Práctica clínica quirúrgica. Santa Cruz de Tenerife.